# Omicron ruficolle
Omicron ruficolle är en stekelart som först beskrevs av Edoardo Zavattari 1912.
Omicron ruficolle ingår i släktet Omicron och familjen Eumenidae. Utöver nominatformen finns också underarten Omicron ruficolle schunkei.